# Stadio Giovanni Mari
Lo stadio comunale Giovanni Mari è un impianto sportivo polivalente italiano di Legnano.
Si tratta di una struttura dotata di pista ippica intorno al campo da gioco e, oltre a essere l'impianto interno del locale club calcistico del Legnano, è anche sede della corsa del Palio di Legnano che vede contrapposti rappresentanti delle otto contrade legnanesi.
Nel 2020 ospita il suo primo evento sportivo internazionale, l'incontro di rugby tra le squadre femminili di Italia e Scozia valido per il Sei Nazioni.

## Storia

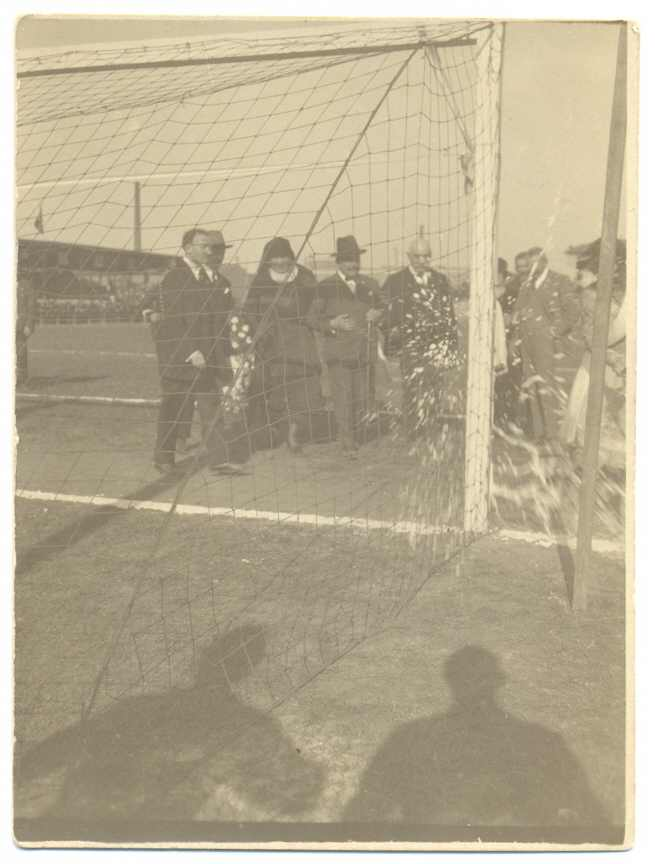
2 ottobre 1921: la madrina della cerimonia di inaugurazione dello stadio rompe una bottiglia di vino su una delle due porte

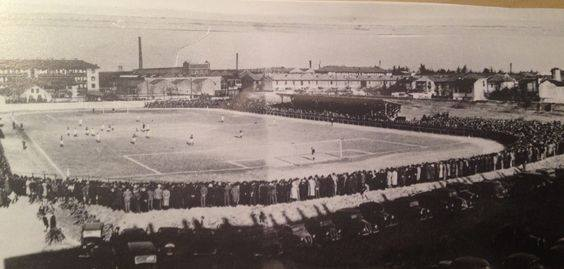
Lo stadio di via Pisacane nel 1930

L'impianto, costruito vicino agli stabilimenti dell'azienda metalmeccanica legnanese Franco Tosi ispirandosi agli analoghi impianti realizzati in Inghilterra, venne inaugurato il 2 ottobre 1921 con una cerimonia che previde una manifestazione di atletica leggera organizzata dalla Ginnastica Legnano che durò dalle ore 8:30 alle ore 17.
Dopo questo evento si tenne l'incontro di Prima Divisione 1921-1922 tra Legnano e l'Inter vinto 6-0 dalla squadra di casa. Originariamente l'impianto sportivo era chiamato "stadio cittadino di via Pisacane", dal nome della strada in cui è situato.
Prima dell'inaugurazione dello stadio, l'F.C. Legnano disputava le partite casalinghe su un campo da calcio sito in via Lodi, costruito a spese della Franco Tosi e dell'industriale Antonio Bernocchi. Il campo di via Lodi, dopo la costruzione dello stadio di via Pisacane, continuò ad essere usato dalla società lilla come campo di gara del settore giovanile e come terreno di allenamento, destinazione d'uso che ha conservato fino alla fine degli anni novanta del XX secolo. In seguito il campo di via Lodi è stato trasformato in bocciodromo comunale.
Dal 1937 allo stadio di via Pisacane viene organizzata annualmente, all'ultima domenica di maggio, la corsa ippica del palio di Legnano. La prima edizione della gara ippica del palio di Legnano (1935) venne invece disputata all'ex campo Brusadelli, impianto realizzato come centro sportivo per il dopolavoro del Cotonificio Dell'Acqua e in seguito intitolato a Pino Cozzi, storico presidente dell'Unione Sportiva Legnanese. Lo stadio di via Pisacane, prima della corsa dei cavalli, è teatro dell'ultima fase della sfilata storica oltre che degli eventi propedeutici alla gara ippica, come gli onori al Carroccio e la carica dei figuranti che impersonano la Compagnia della Morte; questo assalto fu fatto, secondo la leggenda, dalla compagine militare guidata da Alberto da Giussano durante la battaglia di Legnano.
Negli anni cinquanta, con l'A.C. Legnano tra Serie A e B, la capienza dello stadio di via Pisacane venne portata a 22 000 spettatori grazie all'uso di tribune provvisorie che erano costituite da strutture tubolari in acciaio.
L'11 ottobre del 1987 fu dedicato allo storico presidente dell'A.C. Legnano Giovanni Mari, deceduto il 4 settembre dello stesso anno. L'intitolazione fu resa ufficiale in occasione del sentito derby con la Pro Patria, squadra calcistica della confinante città di Busto Arsizio.
Il 2 luglio 1994 lo stadio Giovanni Mari ha ospitato il XIV Superbowl Italiano, vinto dai Frogs Legnano sui Rhinos Milano per 37 a 27, grazie al quale i legnanesi hanno conquistato il loro quinto scudetto.
In seguito al fallimento dell'A.C. Legnano, tra il 2011 al 2015, l'impianto ha ospitato le partite casalinghe dell'Associazione Sportiva Dilettantistica Legnano 1913 Calcio, che nel 2015 ha riacquisito i diritti d'uso del simbolo e della storica denominazione A.C. Legnano.
Nel 2016 la dirigenza del club decise di ridipingere con vernice lilla tutti gli spalti e le opere murarie pertinenti allo stadio; l'operazione venne accolta negativamente dal comitato organizzatore del palio di Legnano e dall'amministrazione municipale cittadina, che lamentando l'unilateralità della decisione e l'aspetto finale (da essi giudicato poco gradevole) del manufatto, chiesero l'asportazione della tinteggiatura Nei mesi successivi si optò infine per una soluzione di compromesso: la presenza del lilla venne limitata alle sedute e a parte del muro superiore degli spalti, mentre il resto della struttura venne ridipinto con colore bianco.
Nel fine settimana dal 21 al 23 febbraio 2020 lo stadio ha in programma la disputa di due incontri di rugby: il venerdì, per il campionato professionistico di Pro14 2019-2020, sono di scena l'italiana Zebre e l'irlandese Munster, mentre la domenica successiva, per la terza giornata del Sei Nazioni femminile, sono in campo le rappresentative nazionali di Italia e Scozia.
Nella stagione 2024-2025, la società lilla non ha trovato l'accordo per l'utilizzo dell'impianto. Solo il 29 ottobre è stato trovato l'accordo per la concessione all'Academy Legnano.
Nel marzo 2025, lo stadio ha ospitato tre partite di football americano della Frogs Legnano, tornata a giocare al Mari dopo 23 anni.

## Struttura

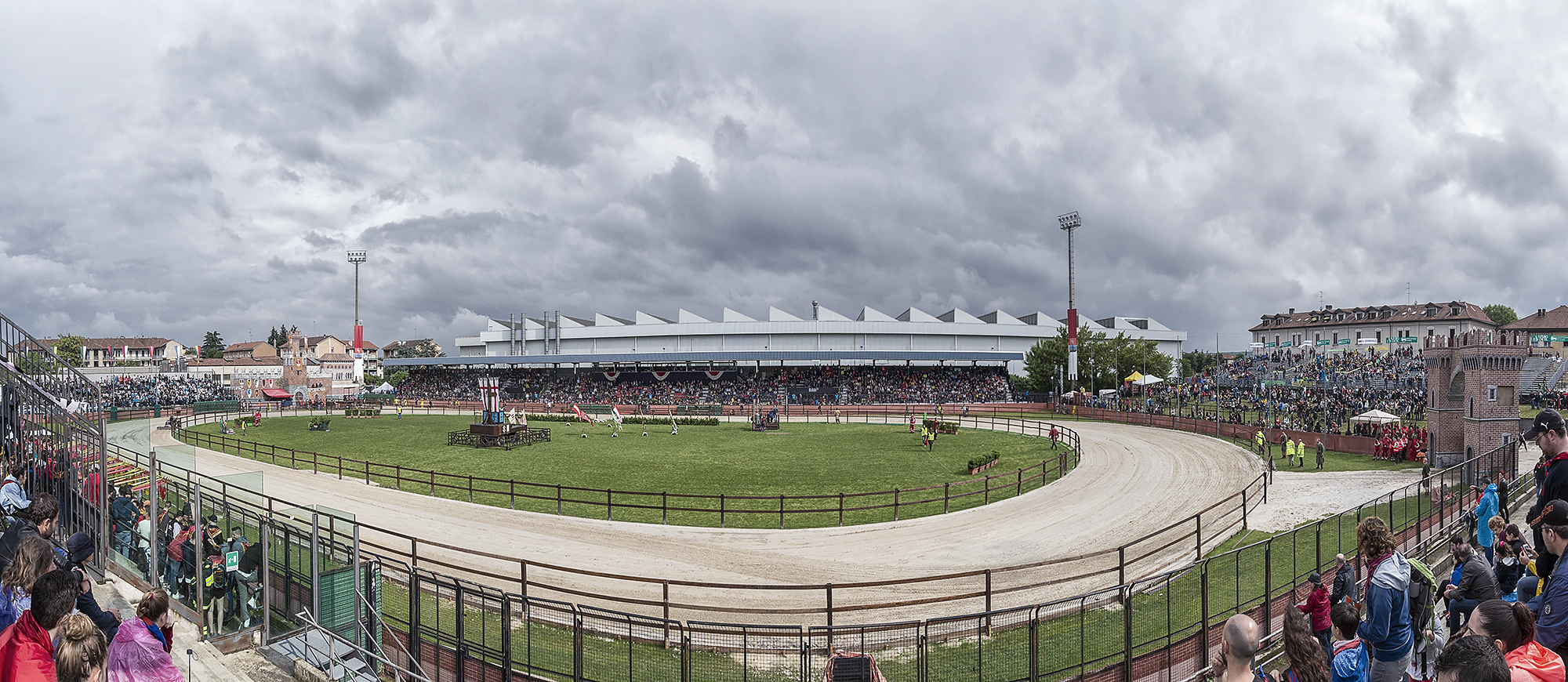
Lo stadio Giovanni Mari allestito per il palio cittadino con la posa temporanea della pista ellissoidale dove si svolge la corsa ippica

Lo stadio Giovanni Mari ha pianta rettangolare, con il campo da gioco in erba avente dimensioni 105 x 65 m e integralmente recintato. Gli spalti, costruiti in calcestruzzo armato sono suddivisi in quattro settori indipendenti: la tribuna centrale a sud (l'unica a essere dotata di alcuni seggiolini e di una copertura realizzata in lamiera prerivesta su intelaiatura metallica), i Distinti a nord e due curve a est ed ovest (dedicate rispettivamente a tifosi ospiti e ai gruppi organizzati locali).
Tutti i 5 000 posti dell'impianto sono a sedere e non sono previsti spazi per spettatori in piedi. Non essendo presente una pista d'atletica, o infrastrutture analoghe, gli spalti sono perlopiù affacciati direttamente sui bordi del campo: la distanza massima dei posti dal rettangolo erboso (pari a 20 m) si riscontra sulla curva occidentale. L'illuminazione del campo è assicurata da quattro torri faro angolari.